# Bioinginerie medicală
Bioingineria medicală integrează principiile fizicii, chimiei, matematicii și pe cele inginerești pentru studiul biologiei, medicinei, comportamentului sau sănătății. Bioingineria creează concepte fundamentale și cunoștințe de la nivel molecular până la nivel sistemic și dezvoltă noi produse biologice, materiale, procese, implanturi și produse informatice pentru prevenirea, diagnosticul și tratamentul bolilor, pentru reabilitarea pacientului și creșterea gradului de sănătate.
Bioingineria medicală este un domeniu de frontieră cuprinzând ansamblul de tehnici și de cunoștințe utilizate pentru conceperea și aplicarea în practică a unor procedee, dispozitive sau aparate utile în diferite domenii medicale.
Bioingineria sau ingineria medicală s-a consacrat recent ca o disciplină de sine stătătoare, comparativ cu alte domenii ale ingineriei; o asemenea evoluție este specifică domeniilor interdisciplinare care reușesc să se desprindă de celelalte specializări deja cunoscute. O mare parte din studiul bioingineriei constă în cercetare și dezvoltare într-un gamă foarte largă de subdomenii (vezi mai jos). Aplicațiile bioinginerești principale includ realizarea de proteze biocompatibile, dispozitive medicale de diagnostic și tratament care variază de la echipamente clinice la microimplanturi, echipamente imagistice cum ar fi RMN-urile, biotehnologie cum ar fi regenerarea și creștere de țesuturi și medicamentele de biosinteză și sinteză.

## Subdomenii
Bioingineria este un domeniu interdisciplinar care este influențat de diferite domenii inginerești și medicale. Acest lucru este specific disciplinelor noi care au evoluat din aplicațiile extinse ale altor discipline într-un domeniu de sine stătător. Mulțumită acestei diversități, este tipic pentru bioinginerie să-și îndrepte atenția către un anumit subdomeniu sau un grup de subdomenii care sunt conectate între ele. Principala organizație de bioinginerie medicală din SUA împarte subdomeniile astfel:
- Biomecanică
- Bioinstrumentație
- Biomateriale
- Bionică
- Inginerie celulară tisulară și genetică
- Inginerie clinică
- Imagistică medicală
- Bioinginerie ortopedică
- Ingineria reabilitării
- Fiziologia sistemelor
- Bionanotehnologie
- Inginerie neuronală

De asemenea există o clasificare a subdomeniilor din bioinginerie prin asocierea cu domeniile inginerești mai cunoscute:
- Inginerie chimică – include ingineria biochimică, celulară, moleculară și tisulară, biomateriale și biotrasport.
- Inginerie electrică – include ingineria bioelectrică și neurală, bioinstrumentația, imagistica medicală, dispozitive medicale. Acest domeniu tinde să acapareze și optica și ingineria optică – optică biomedicală, imagistica și dispozitivele medicale asociate.
- Inginerie mecanică – include biomecanică, biotrasport, dispozitive medicale specifice și modelarea sistemelor biologice, cum ar fi mecanica țesuturilor conjunctive.

### Biotehnologie și farmaceutice
Biotehnologia este des considerat un termen ambiguu, câteodată folosit ca un termen similar cu bioingineria medicală; totuși acest termen denotă produse specifice care folosesc „sisteme biologice, organisme vii sau microorganisme”. Chiar și anumite dispozitive medicale complexe pot fi încadrate în această arie a biotehnologiei dacă la baza principiului lor de funcționare stă folosirea unor astfel de sisteme biologice. Biofarmaceuticele (de exemplu vaccinurile), ingineria genetică și anumite aplicații din agricultură sunt unele din principalele subdomenii ale biotehnologiei.
Farmaceuticele au legătură cu biotehnologia prin două căi indirecte: 1) anumite produse se încadrează în ambele domenii de activitate (biofarmaceuticele, antibioticele de biosinteză) și 2) împreună formează aria de bioinginerie medicală care nu se bazează pe dispozitive medicale.

#### Ingineria tisulară
Ingineria tisulară este o componentă majoră a Biotehnologiei. Unul dintre rolurile ingineriei tisulare este de a crea organe artificiale (folosind materiale biocompatibile) pentru pacienții care au nevoie de transplant de organe. Bioinginerii cercetează noi metode de a crea astfel de organe. Cercetătorii au reușit să crească mandibule și trahei cu structuri asemănătoare cu cele biologice naturale din celule stem umane. De asemenea vezici urinare artificiale au fost crescute în laboratoare și transplantate cu succes pacienților. Organele bioartificiale care folosesc atât componente sintetice cât și biologice reprezintă un subiect de cercetare, cum ar fi dispozitivele care facilitează funcția hepatică prin folosirea celulelor hepatice într-un bioreactor artificial.

#### Ingineria genetică
Ingineria genetică, recombinarea ADN, modificarea/manipularea genetică și separarea genelor sunt termeni  folosiți pentru a descrie modificările posibile asupra genelor unui organism. Ingineria genetică este diferită de formele tradiționale de modificare a structurii genetice, unde genele organismului erau manipulate indirect. Ingineria genetică folosește tehnici de clonare și transformare moleculară pentru a schimba structura și caracteristicile genelor în mod direct. Tehnicile de inginerie genetică sunt folosite cu succes în numeroase aplicații. Câteva exemple sunt: îmbunătățirea tehnologiilor de realizare a recoltelor, obținerea insulinei sintetice folosind bacterii modificate genetic, obținerea eritropoietinei în celulele ovariene la hamsteri și modificarea genetică a șoarecilor de laborator pentru a simula cancerul pentru cercetare.

#### Inginerie neuronală
Ingineria neuronală este o disciplină care folosește tehnici inginerești pentru a înțelege,a repara, a înlocui sau îmbunătăți sistemul neuronal. Bioinginerii care lucrează în acest domeniu sunt calificați special pentru a rezolva problemele care apar la interfața țesut neuronal-structuri artificiale.

#### Ingineria farmaceutică
Ingineria farmaceutică este considerată atât o ramură a bioingineriei medicale cât și o ramură a ingineriei chimice; în practică, este considerată un subdomeniu hibrid (așa cum sunt multe din domeniile bioingineriei medicale). În afară obținerea de produsele farmaceutice care folosesc în mod direct substanțe biologic active, chiar și obținerea de medicamente de sinteză necesită cunoștințe din bioinginerie având în vedere interacțiunile fiziologice care le provoacă folosirea unor astfel de medicamente.

### Dispozitive medicale
Reprezintă un domeniu foarte larg incorporând majoritatea produselor medicale care nu-și ating scopul prin metode chimice (exemplu: substanțe farmaceutice) sau biologice (exemplu: vaccinurile) și nu implică metabolismul.
Un dispozitiv medical este folosit în:
- Diagnoza unor boli sau alte afecțiuni ale funcțiilor fiziologice.
- În tratarea, atenuarea, sau prevenirea bolilor.

Câteva exemple sunt pace-makerele, pompele de infuzie, aparatul cord-pulmon, aparate de dializă, organe artificiale, implanturi, membre artificiale, lentile corective, implanturi cohleare, proteze oculare, proteze de reconstrucție facială și implanturi dentare.
Stereolitografia este un exemplu de tehnică folosită pentru realizarea matrițelor de creare a obiectelor medicale. În afară de crearea modelelor organelor sau ale corpului uman sau crearea dispozitivelor medicale tehnicile inginerești sunt folosite și pentru cercetarea și dezvoltarea de noi aparate pentru terapii inovative, tratamente, monitorizare a pacientului și diagnosticarea timpurie a maladiilor complexe.

#### Imagistica medicală
Imagistica medicală este un subdomeniu important al dispozitivelor medicale. Rolul acestui domeniu este de a permite investigarea directă și indirectă a organelor care nu sunt vizibile ochiului uman, realizând o analiză a dimensiunilor acestora și a localizării lor în organism. Imagistica medicală presupune folosirea ultrasunetelor, magnetismului, radiațiilor UV și infraroșu, razelor X, microunde și a altor tehnici.
Tehnologiile imagistice sunt esențiale pentru diagnoza medicală iar dispozitivele medicale folosite sunt aparate complexe:
- Fluoroscopie
- Rezonanță magnetică nucleară
- Medicină nucleară
- Tomografie cu emisie de pozitroni (PET scan)
- Tomografie computerizată (CT scan)
- Tomografie
- Ecografie (ultrasunete)
- Microscopie optică
- Microscopie electronică
- Termografie (infraroșu)
- Termografie (microunde)

#### Implanturile
Un implant este un tip de dispozitiv medical folosit pentru a înlocui și a prelua funcțiile unei structuri biologice care lipsește (spre deosebire de un transplant -  țesut biomedical transplantat). Suprafața implantului care intră în contact cu organismul poate fi realizată din materiale biocompatibile cum ar fi titan, siliciu sau hidroxiapatită în funcție de cerințele funcționale. În anumite cazuri implanturile pot conține componente electronice, de exemplu pace-maker artificial sau implanturi cohleare. Anumite implanturi sunt bioactive, cum ar fi sistemele subcutanate de eliberare a medicamentelor.

### Ingineria clinică
Ingineria clinică este o ramură a bioingineriei medicale care se ocupă cu implementarea echipamentelor medicale și a tehnologiilor în spitale și clinici. Rolul principal al bioinginerilor din acest domeniu de activitate este cel de a antrena și superviza tehnicienii care lucrează cu aparatura medicală, dar și de a alege produsele/serviciile și de a asigura instalarea și folosirea lor adecvată prin colaborarea cu oficiali guvernamentali (inspectori), oferire de consultanță specializată pentru alți membrii ai structurii spitalului (medici, administratori, specialiști IT). Bioinginerii trebuie de asemenea să se consulte cu producătorii de dispozitive medicale în vederea îmbunătățirii dispozitivelor bazându-se pe experiența clinică, dar și să urmărească progresul tehnologic astfel încât să prevină îmbătrânirea morală a dispozitivelor medicale.

## Contribuitori
- Grigore Benetato
- Vasile Cătuneanu